# Hikaru no go
Hikaru no go (japanska: ヒカルの碁?), svenska: Hikarus go, är en populär japansk anime- och mangaserie baserad på brädspelet go. Den är skriven av Yumi Hotta och tecknad av Takeshi Obata. Produktionen av serien stod under uppsikt av den professionella gospelaren Yukari Umezawa (5-dan). Mangan har varit betydelsefull för populariseringen av go bland unga i Japan, men även i Kina, Hongkong och Korea. 
Serien introducerades 1998 i Japan via Shueishas Shōnen Jump. 23 volymer av mangan publicerades i Japan, totalt innehållandes 200 kapitel (inklusive 11 extraavsnitt). Anime-serien, som animerades på Studio Pierrot, sändes 2001–2003 som 75 halvtimmeslånga avsnitt på TV Tokyo, samt januari 2004 som en 77-minuters extra nyårsspecial.
I USA debuterade mangaserien i december 2003 i den engelskspråkiga tidskriften Shonen Jump. År 2005 meddelades att utgivaren Viz Media också hade licensen till animen. Den första DVD-volymen av Hikaru no go gavs ut den 27 december 2005. En förhandsvisnings-DVD (det första avsnittet) släpptes med januarinumret av Shonen Jump 2006 (volym 4, nummer 1). 
Titeln förkortas ibland 'HGO', 'HikaGo' eller 'HnG'.
Hikaru no go sänds i USA på Imagin Asian TV. Den sändes första 14 juli 2006 första gången på strömningssajten Toonami Jetstream. 